# Wunderino Arena
Die Wunderino-Arena, vom Baubeginn 1950 bis Ende 2007 und im Sprachgebrauch bis heute oft Ostseehalle, in der schleswig-holsteinischen Landeshauptstadt Kiel ist eine der größten Mehrzweckhallen in Deutschland. Durch einen Vertrag mit den Eigentümern ist das Online-Casino Wunderino seit dem 1. Juli 2020 Namenssponsor der Halle. Sie liegt in Kiel-Vorstadt zwischen dem Exerzierplatz und dem Europaplatz zentrumsnah in Sichtweite des Rathauses.

## Geschichte
Der Bau der Ostseehalle wurde 1950 von der Kieler Ratsversammlung beschlossen und der Architekt Wilhelm Neveling mit ihrer Errichtung beauftragt. Als Standort wurde im stark kriegszerstörten Kiel das zentrumsnahe Areal des ehemalig kleinteilig bebauten Kuhbergviertels gewählt. Für die Hallenkonstruktion wurden Teile ausgedienter Flugzeughangars des Fliegerhorstes auf der Insel Sylt wiederverwendet, mit denen der Bau innerhalb kurzer Zeit entstehen konnte: Nach Baubeginn im Dezember 1950 wurde die Halle am 17. Juni 1951 zur Kieler Woche eingeweiht und 1952 fertiggestellt.
Im Laufe der Jahrzehnte wurde die Halle mehrfach saniert und ausgebaut. Der umfangreiche Umbau im Jahr 2000 wurde von dem Architekten-Büro Schnittger kreiert. Seit dem September 2001 ist die Halle in einem Zustand, der die Ostseehalle nach Meinung der Betreiber, der Konzert- und Veranstaltungsgesellschaft mbH Kiel, „für die nächsten 50 Jahre gerüstet“ erscheinen lässt.

## Daten & Fakten
Die Halle bietet Platz für bis zu 13.500 Besucher, 10.250 Plätze in den Rängen und optional 2.250 auf dem Spielfeld, sowie 11 V.I.P.-Logen. Die Wunderino-Arena ist heute vor allem Veranstaltungsort für Konzerte sowie Austragungsort von Handballspielen des THW Kiel. Weiterhin finden in der Halle Kongresse, Verkaufsmessen, Reit- (Baltic Horse Show) und Box-Veranstaltungen, sowie politische Großkundgebungen statt. In den 1950er und 1960er Jahren wurden in der Ostseehalle mehrfach die Deutschen Leichtathletik-Hallenmeisterschaften durchgeführt.

## Außergewöhnliche Veranstaltungen
- 1968 TV-Spielshow Der goldene Schuß
- Am 19. Mai 1984, am 31. Oktober 1987, am 14. Dezember 1991 und am 5. Oktober 2002 wurden in der Ostseehalle Folgen der Fernsehshow Wetten, dass..? aufgenommen.
- Im Bundestagswahlkampf 1998 fand hier eine politische Großkundgebung mit Gerhard Schröder statt.
- Von 1989 bis 2000 fand jährlich die Verleihung des Musikpreises RSH-Gold des Radiosenders Radio Schleswig-Holstein in der Ostseehalle statt.
- Am 20. Dezember 2003 wurde ein Boxkampf zwischen Wladimir Klitschko und Danell Nicholson ausgetragen.
- The Dome wurde in der Ostseehalle schon mehrmals (1. Dezember 2001, 6. September 2002 und 21. Mai 2004) aufgezeichnet.
- Am 5. März 2019 begann Herbert Grönemeyer in der ausverkauften Halle seine Tournee zum Album Tumult.
- Am 2. März 2020 feierte Johannes Oerding in der Halle seinen Tourauftakt zum Album Konturen.[6][7]
- Am 10. November 2022 feierte die Band Kraftklub in der Halle ihren Tourneeauftakt zum Album Kargo.[8]

## Namenssponsoring
Am 1. Januar 2008 wurde die Sparkassen-Finanzgruppe Namenssponsor. Seitdem hieß die Halle offiziell Sparkassen-Arena. Zum 1. Juli 2020 wurde das Online-Casino Wunderino neuer Namenssponsor, woraufhin die Halle in Wunderino-Arena umbenannt wurde. Der Vertrag läuft bis zum 30. Juni 2025 und beinhaltet eine Option zur Verlängerung bis zum 30. Juni 2030.